# Gorzkowice Wąskotorowe
Gorzkowice Wąskotorowe – dawna wąskotorowa stacja kolejowa w Gorzkowicach, w województwie łódzkim, w Polsce.